# Aginci
Aginci so naselje v občini Kozarska Dubica, Bosna in Hercegovina. 

## Deli naselja
Aginci, Budimiri, Kalačanska Kosa, Kruškovac, Orlići, Pekići, Pilipovići in Stolići.

## Prebivalstvo
| Pregled števila prebivalcev po letih | Pregled števila prebivalcev po letih | Pregled števila prebivalcev po letih | Pregled števila prebivalcev po letih | Pregled števila prebivalcev po letih | Pregled števila prebivalcev po letih |
| ------------------------------------ | ------------------------------------ | ------------------------------------ | ------------------------------------ | ------------------------------------ | ------------------------------------ |
| 1948                                 | 1953                                 | 1961                                 | 1971                                 | 1981                                 | 1991                                 |
| -                                    | -                                    | -                                    | 383                                  | 382                                  | 407                                  |

| Narodna sestava prebivalstva po letih                                                                                      | Narodna sestava prebivalstva po letih                                                                                       | Narodna sestava prebivalstva po letih                                                                                      |
| --- | --- | --- |
| 1971 | 1981 | 1991 |
| . skupaj: 383 Srbi 382 (99,73 %) Muslimani 1 (0,26 %) Hrvati 0 (0,00 %) Jugoslovani 0 (0,00 %) drugi in neznano 0 (0,00 %) | . skupaj: 382 Srbi 361 (94,50 %) Muslimani 1 (0,26 %) Hrvati 0 (0,00 %) Jugoslovani 20 (5,23 %) drugi in neznano 0 (0,00 %) | . skupaj: 407 Srbi 400 (98,28 %) Muslimani 1 (0,24 %) Hrvati 0 (0,00 %) Jugoslovani 4 (0,98 %) drugi in neznano 2 (0,49 %) |